# روابط ایران و دانمارک
اولین سفیر ایرانی در سال ۱۶۹۱ به دانمارک رفت تا در مورد محموله ایرانی یک کشتی بنگالی که توسط ناوگان دریایی دانمارک توقیف شده بود، مذاکره کند. این سفیر ایرانی که به همراه استوارنامه ای از طرف شاه سلیمان صفوی (شاه صفی دوم یا شاه سلیمان، ۱۰۲۶ تا ۱۰۷۳ شمسی) آمده بود با کریستیان پنجم، پادشاه وقت دانمارک مذاکره کرد.

## تاریخچه
- دو عدد سکه اولین ارتباط بین ایران و دانمارک است. در سال ۱۹۳۷ در مزرعه‌ای در راندلو در نزدیکی یلینگ دهقانی در زمین یک ظرف سفالین قدیمی یافت که در آن دو سکه قدیمی ایرانی وجود داشت. این سکه‌ها متعلق به زمان ساسانیان بوده است (بین سال‌های ۴۵۹ و ۵۷۹ میلادی).  باستان شناسان ثابت کردند که این ظرف سفالین از قرن دهم در این زمین دفن شده بوده است.[۱]
- در قرون ۹ و ۱۰ میلادی وایکینگ‌ها برای فتح قستنطنیه، به صورت صلح‌آمیزی در دریای خزر حضور داشته‌اند.[۱]
- در سال ۱۹۳۳، کنسولگری دانمارک در تهران تأسیس شد که بعدها به سفارت ارتقا یافت. در سال ۱۹۵۸ نیز ایران سفارت خود را در کپنهاگ تأسیس کرد.
- در پی قضیه کشیده شدن کارتون محمد در سال ۲۰۰۶ در کپنهاگ، سفارت این کشور در ایران توسط معترضان مورد حمله قرار گرفت و سفیر ایران در دانمارک به تهران فراخوانده شد.
- در ۷ فوریه ۲۰۰۶، ۲۰ معترض به سفارت پادشاهی دانمارک حمله کردند که توسط پلیس ضدشورش ایران از آن خارج شدند.
- در سال ۲۰۱۰، نماینده وزارت امور خارجه ایران در شمال اروپا، بهنام بهروز و نماینده وزارت امور خارجه دانمارک، آن استفنسن برای گسترش روابط تجاری دو کشور با هم دیدار کردند. استفنسن گفت که "کمپانی‌های دانمارکی تشویق خواهند شد تا فعالیت‌های خود را در بازار ایران افزایش دهند و امیدوار است با حل شدن چالش هسته ای ایران، راه برای افزایش روابط در همه زمینه‌ها باز شود.

## وقایع

### طرح تروریستی
- روز سه‌شنبه ۳۰ اکتبر ۲۰۱۸ (۸ آبان ۱۳۹۷) فین بورک آندرسون رئیس سازمان اطلاعات دانمارک، طی یک کنفرانس خبری اعلام کرد که یک فرد ایرانی با پاسپورت نروژی دستگیرشده، که وی قصد اجرای یک حمله تروریستی در دانمارک را داشته‌است. فین بورک گفت: «ما با عملیاتی تهاجمی سر و کار داریم که توسط یک سرویس اطلاعاتی ایرانی در خاک دانمارک تدارک دیده شده‌است». فرد دستگیرشده به درخواست دانمارک در روز ۲۱ اکتبر در خاک سوئد دستگیرشده‌است.[۲][۳] وزارت امور خارجه دانمارک طی بیانیه ای تأکید کرده‌است که به طرح‌های دستگاه اطلاعاتی ایران پاسخ خواهد گفت.[۴] بدنبال کشف این طرح حمله، دانمارک سفیر خود از تهران را فراخواند.[۳][۵]
- لارس لوکه راسموسن، نخست‌وزیر دانمارک روز چهارشنبه ۳۱ اکتبر ۲۰۱۸ از متحدان اروپایی خود خواست پاسخی یکپارچه به ایران داده شود.[۶]
- روز چهارشنبه ۳۱ اکتبر ۲۰۱۸ سخنگوی مسئول سیاست خارجی اتحادیه اروپا تلاش تهران، برای طراحی حمله تروریستی در دانمارک را محکوم کرد.[۶]
- روز چهارشنبه ۳۱ اکتبر ۲۰۱۸ وزیران خارجه پنج کشور اسکاندیناوی در نروژ با یکدیگر دیدار کرده و با انتشار بیانیه مشترکی نسبت به تلاش وزارت اطلاعات ایران برای انجام سوءقصد در خاک دانمارک شدیداً ابراز نگرانی کردند. آنها گفتند این‌گونه اقدامات را کاملاً غیرقابل قبول دانسته و بسیار جدی تلقی می‌کنند.[۷]
- بدنبال کشف یک لیست از سفارت ایران در دانمارک دو رئیس پیشین آژانس اطلاعاتی دانمارک آنرا نوعی لیست ترور می‌دانند که ایران بدنبال اجرای آن بود که سه نفر این لیست در دانمارک زندگی می‌کنند. بدنبال آن چندین حزب در دانمارک خواستار انجام تحقیقات در مورد این لیست و ارتباط آن با سفارت ایران در دانمارک شده و گفتند اگر هر یک از پرسنل مرتبط با سفارت با این لیست‌های مرگ ارتباط داشته باشند بایستی بلافاصله اخراج گردند.[۸]
- دانمارک اعلام کرد علیه یک مرد ۴۰ ساله نروژی - ایرانی که به ظن توطئه قتل یک ناراضی عرب ایرانی در اکتبر ۲۰۱۸(مهر۱۳۹۷) دستگیر شده بود، اعلام اتهام کرده‌است. وی متهم به جمع‌آوری و انتقال اطلاعات به یک سرویس اطلاعاتی ایران می‌باشد. دادگاه وی قرار است حدود یک ماه دیگر در شهر راسکیله دانمارک برگزار شود.[۹]
- روز ۲۶ ژوئن ۲۰۲۰ دادگاه دانمارک متهم فوق را که محمد داوودزاده لولویی نام دارد به ۷ سال حبس و اخراج دائم از دانمارک محکوم کرد.[۱۰]